# 群馬県立県民健康科学大学診療放射線学部・大学院診療放射線学研究科
群馬県立県民健康科学大学診療放射線学部（ぐんまけんりつけんみんけんこうかがくだいがくしんりょうほうしゃせんがくぶ）は、群馬県立県民健康科学大学に設置された大学の学部。群馬県立県民健康科学大学大学院診療放射線学研究科（ぐんまけんりつけんみんけんこうかがくだいがくだいがくいんしんりょうほうしゃせんがくけんきゅうか）は、同大学大学院に設置された大学院研究科。
診療放射線学を学問大系とする学部と研究科である。

## 概要
診療放射線学部は日本では、群馬県立県民健康科学大学に唯一設置されている。
診療放射線技師を養成する関係で医療系大学や医療系専門学校があり、養成課程を設けているが、多くは医学部の診療放射線科学科（福島県立医科大学）や医療技術学部（帝京大学）保健医療学部（日本医療科学大学）に診療放射線学科や診療放射線学専攻が設けられているなどで、単一学部名として診療放射線学を冠する学部は群馬県立県民健康科学大学にしかない。
医療における放射線の応用利用を扱うのは診療放射線技術学とされ、金沢大学医薬保健学域では保健学類に診療放射線技術学専攻を、駒澤大学医療健康科学部に診療放射線技術科学科を、北里大学医療衛生学部では医療工学科に診療放射線技術科学専攻を設けている。
関連学会として日本放射線技術学会が設立されている。

## 沿革
1958年4月　群馬県立診療エックス線技師養成所が創設される。
1966年12月　診療エックス線技師養成所を群馬県立診療エックス線技師学校と改称。
1970年年4月　群馬県立福祉大学校を開校し、同校放射線学科となる。
1993年4月　群馬県立医療短期大学に改組し、同校放射線学科となる。
2005年、4年制の群馬県立県民健康科学大学を開学。医療短期大学放射線学科を同校の診療放射線学部に改組し設置する。
2009年4月　群馬県立県民健康科学大学大学院修士課程診療放射線学研究科開設。
2016年4月　群馬県立県民健康科学大学大学院博士後期課程診療放射線学研究科開設。修士課程診療放射線学研究科を博士前期課程診療放射線学研究科に改称。

## 組織構成
（学部）
- 診療放射線学部
  - 診療放射線学科

（大学院）
- 診療放射線学研究科
  - 診療放射線学専攻